# Minh Trí (thiền sư)
Thiền sư Minh Trí  (明智, ? -1196), tên tục: Tô Thiền Trí (蘇禪智); là thiền sư Việt Nam thời nhà Lý, thuộc thế hệ thứ 10 thiền phái Vô Ngôn Thông.

## Thân thế và hành trạng
Tô Thiền Trí là người làng Phù Cầm, nay thuộc xã Dũng Liệt, huyện Yên Phong, tỉnh Bắc Ninh.
Ông vốn thông minh, đọc nhiều sách vở. Đến tuổi 20, gặp Đạo Huệ thượng sĩ bèn bỏ tục xuất gia .
Sau một thời gian tu tập với thiền sư Đạo Huệ, ông hiểu được yếu chỉ của đạo, và hiểu được ý chỉ của các bộ kinh Viên Giác, Nhân Vương, Pháp Hoa và sách Truyền Đăng. Do chuyên cần tu trì và giảng dạy đồ chúng không biết mệt mỏi, nên được ban hiệu là Minh Trí.
Về sau thiền sư Minh Trí đến trụ trì chùa Phúc Thánh ở hương Điển Lãnh (nay thuộc Bắc Ninh) , tăng chúng theo học rất đông.
Đến năm 1196 đời vua Lý Cao Tông, sau khi nói kệ cho đồ chúng nghe, thiền sư Minh Trí lặng lẽ qua đời.
Bài kệ ấy như sau:
Tùng phong thủy nguyệt minh
Vô ảnh diệc vô hình
Sắc thân giá cá thị
Không không tầm hưởng thanh.
Nghĩa là:
Thông reo trăng nước sáng
Không ảnh cũng không hình
Sắc thân cũng thế vậy
Hư không tìm tiếng vang!

## Một câu chuyệnthiền
Một hôm thiền sư Minh Trí đang cắt cỏ, có vị tăng khoanh tay đến đứng bên cạnh. Sư ném chiếc liềm đến trước mặt vị tăng làm đứt một bụi cỏ.
Vị tăng hỏi: Cổ nhân dạy Hòa thượng chỉ cắt được một cái đó sao?
Thiền sư cầm chiếc liềm đưa lên, vị tăng nhận lấy rồi vung tay làm một động tác như cắt cỏ. 
Thiền Sư nói: Còn nhớ câu nói sau của ông không? Ông chỉ cắt được cái đấy, mà không cắt được cái kia sao?
Vị tăng ngẫm nghĩ, rồi bỏ đi.
Thiền sư Minh Trí kể lại cho tăng đồ nghe chuyện ấy. Một vị tăng đứng cạnh nói: Người nói là Văn Thù,, kẻ im lặng là Duy Ma.
Thiền sư nói: Không nói không im lặng, chẳng phải là ông sao?
Vị tăng ấy nhận là phải. Sư hỏi: Sao không hiện pháp thần thông?
Vị tăng đáp: Đệ tử không từ chối. Nhưng hiện pháp thần thông chỉ sợ hòa thượng thu vào trong đạo.
Thiền sư nói: Thế là ông chưa phải đã có con mắt ở ngoài giáo điển. Nói đoạn thiền sư đọc kệ rằng:
Giáo ngoại khả biệt truyền
Hy di Tổ, Phật uyên
Nhược nhân dục biện đích
Dương diệm mịch cầu yên.
Dịch:
Giáo ngoại khá riêng truyền
Phật, Tổ đạo uyên nguyên
Nếu mong thấy rõ đích
Hãy tìm mây khói lúc nắng xuân lên!.

## Sách tham khảo
- Sách Thiền uyển tập anh (mục: "Thiền sư Minh Trí". Bản dịch của Ngô Đức Thọ-Nguyễn Thúy Nga). Nhà xuất bản Văn học, 1990. Bản điện tử ở đây:  Lưu trữ ngày 27 tháng 8 năm 2011 tại Wayback Machine
- Sách Thiền uyển tập anh (mục: "Thiền sư Minh Trí". Bản dịch của Lê Mạnh Thát). Nhà xuất bản Thành phố Hồ Chí Minh, 1999.
- Thích Thanh Từ, Thiền sư Việt Nam. Thành hội Phật giáo Thành phố Hồ Chí Minh ấn hành năm 1992.